# 1991 Darwin
1991 Darwin је астероид главног астероидног појаса чија средња удаљеност од Сунца износи 2,249 астрономских јединица (АЈ).
Апсолутна магнитуда астероида је 12,9.